# Prunus ×incam
Hybride
Parent  A  de l'hybridation 
  Prunus incisa 
×

Parent  B  de l'hybridation 
  Prunus campanulata 
Prunus xincam est une espèce hybride de cerisier à fleurs, résultat d'un croisement entre Prunus incisa et Prunus campanulata.

## Description
C'est un petit arbre, atteignant 8 m, avec une écorce argentée et des fleurs roses voyantes en mars-avril. Ses feuilles sont obovales ou oblancéolées, 47 à 70 mm de long et 22 à 31 mm de large. Son feuillage d'automne est rouge bronze-orangé. En raison de sa nature hybride, les fruits sont rarement produits, même s'ils produisent de grandes quantités de pollen. Ils sont donc multipliés et vendus commercialement par boutures.

## Origine
Prunus incam a été développé par Collingwood Ingram avant 1942 en pollinisant Prunus incisa avec du pollen de Prunus campanulata.

## Utilisation
En 1993, le cultivar « Okamé » a remporté le prix du mérite du jardin de la Royal Horticultural Society, et en 2012, le cultivar « Shosar » a également remporté ce prix,.
En plus d'avoir une période de floraison plus longue que la plupart des cerises, leurs inflorescences conservent leurs sépales rouges et leur hypanthia pendant une ou deux semaines après la chute des pétales profondément émarginés, augmentant ainsi leur valeur ornementale. Un certain nombre de cultivars sont disponibles dans le commerce.

## Systématique
Le nom correct complet (avec auteur) de ce taxon est Prunus incam Ingram ex R.Olsen & Whittem..
Prunus incam a pour synonyme :
- Prunus ×incam Ingram